# Cerkiew św. Mikołaja w Braszowie
Cerkiew św. Mikołaja – cerkiew w Braszowie w Rumunii, zbudowana w 1293 r. Wzmianka o niej zachowała się w bulli papieża Bonifacego IX z 1399 r. W 1495 r. rozpoczęto budowę murowanego obiektu w stylu gotyckim. We wnętrzu znajdują się polichromie autorstwa Mișu Poppa. Cerkiew przebudowano następnie w 1583 r., jednak dzisiejszy wygląd jest efektem rozbudowy dokonanej w połowie XVIII wieku, gdy dobudowano kaplice i ganek. Cerkiew odnowiono w dwudziestoleciu międzywojennym.
W pobliżu świątyni położona jest najstarsza szkoła w Rumunii.

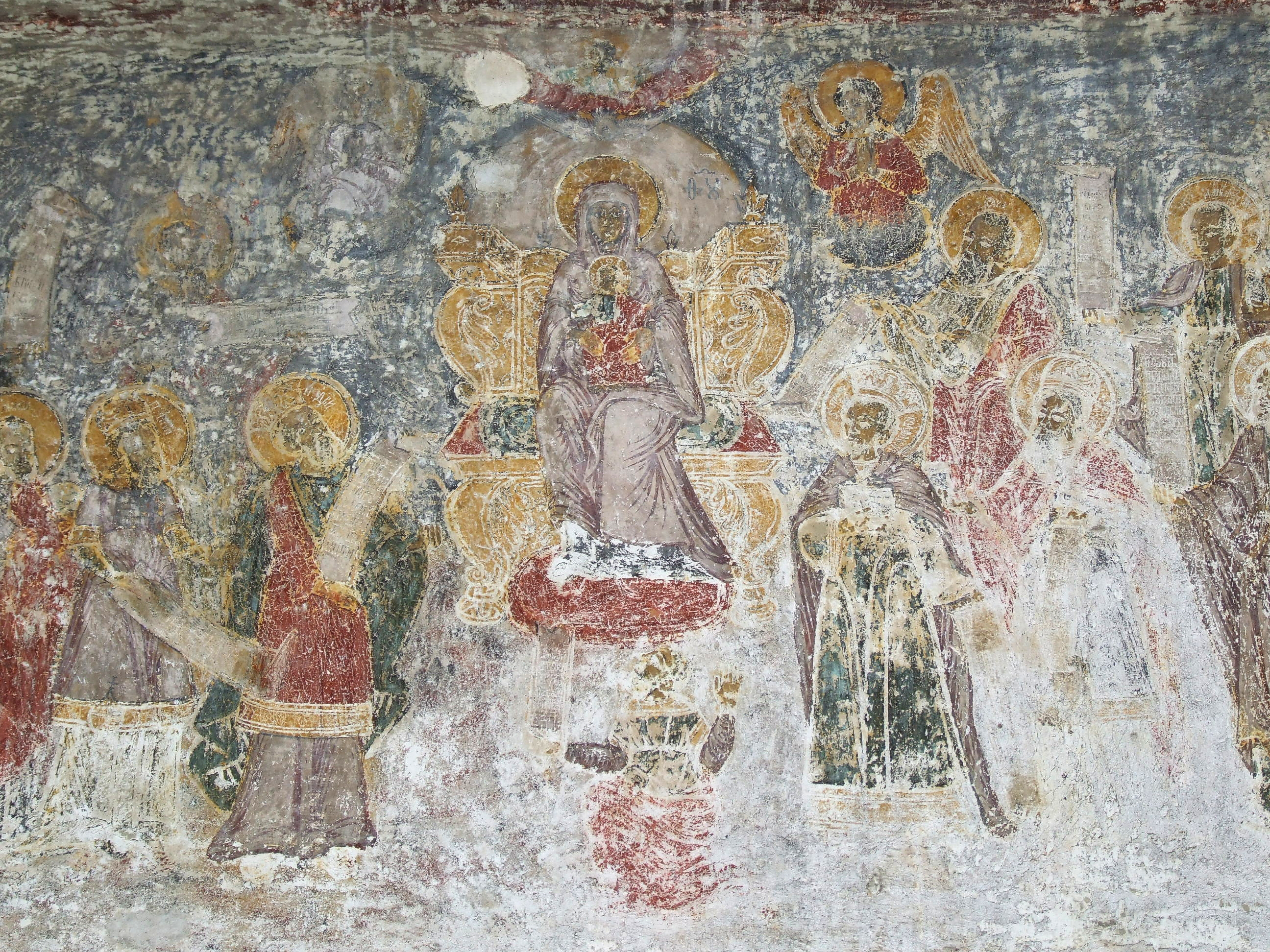
Zewnętrzne malowidła